# Podocarpus lawrencei
Podocarpus lawrencei är en barrträdart som beskrevs av Joseph Dalton Hooker. Podocarpus lawrencei ingår i släktet Podocarpus och familjen Podocarpaceae. IUCN kategoriserar arten globalt som livskraftig. Inga underarter finns listade i Catalogue of Life.